# Kymis B.C.
Kymis B.C. (Griego: Γυμναστικός Σύλλογος Κύμης) es un equipo de baloncesto profesional griego, con sede en la ciudad de Kymi, en la isla de Eubea, que disputa la competición de la A1 Ethniki. Fue fundado en 2010. Disputa sus encuentros como local en el Nikos Marinos Hall, con capacidad para 1.100 espectadores.

## Historia
En 1893 se formó el Gymnastikos Syllogos Kymis 1893, también conocido como G.S. Kymis 1893, estando considerado el primer club deportivo de Grecia. Aunque la actividad de la primera Sociedad Gimnástica Kymi no duró muchos años (1893-1907), debido a las condiciones sociales específicas de la época, el deporte y otras actividades consideradas muy importantes para el patrimonio nacional del país.
En el año 2010, un grupo de propietarios de Kymi refundaron el club, denominándolo Club Atlético Kymi, como una continuación del legendario equipo, manteniendo el emblema original, en el que aparecía la diosa Atenea. Comenzó en categorías regionales, pero tardó poco en asentarse en el baloncesto nacional, y desde 2013 ha ido ascendiendo año tras año de caregoría, logrando en 2016 el primer puesto en la liga regular de la A2 Ethniki, lo que le dio el ascenso a la máxima categoría del baloncesto heleno, la A1 Ethniki.

## Trayectoria
| Season  | Categoría | División      | Pos. | Postemporada | Copa de Grecia | Europa | Europa | Europa |
| ------- | --------- | ------------- | ---- | ------------ | -------------- | ------ | ------ | ------ |
| 2013–14 | 4         | Gamma Ethniki | 1º   | Asciende     | —              | —      | —      | —      |
| 2014–15 | 3         | Beta Ethniki  | 1º   | Asciende     | —              | —      | —      | —      |
| 2015–16 | 2         | A2 Ethniki    | 1º   | Asciende     | —              | —      | —      | —      |
| 2016–17 | 1         | A1 Ethniki    | 12º  |              | —              |        |        |        |
| 2017–18 | 1         | A1 Ethniki    | 7º   |              | —              |        |        |        |